# Mambas Noirs FC
Mambas Noirs Football Club is een Beninese voetbalclub uit de stad Cotonou. Ze spelen momenteel in de Premier League, de hoogste voetbaldivisie van Benin. Mambas Noirs speelt zijn thuiswedstrijden in het Stade Gbegamey, dat plaats biedt aan zo'n 5000 toeschouwers.